# Nenad Vasilić

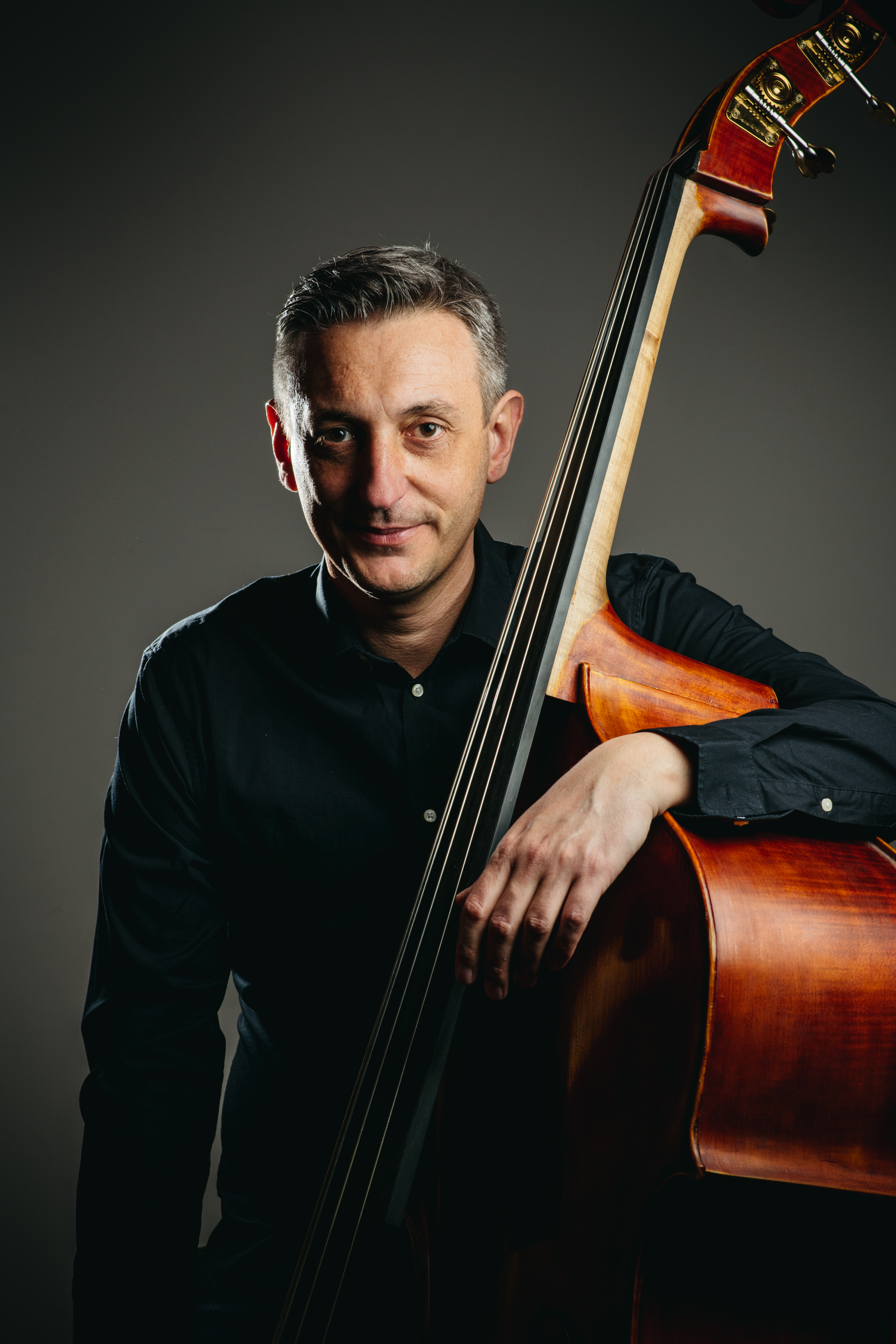

Nenad Vasilić (Niš. 5 augustus 1975) is een Oostenrijkse jazzmuzikant van Servische oorsprong. Hij speelt contrabas.

## Biografie
Vasilić groeide op met de rijke folklore-traditie van de Balkan. Hij begon op de piano, maar stapte later over op de contrabas. Traditionele muziek, de muziek van de Roma en de liefde voor de jazz beïnvloedden hem al vroeg. Op zijn zestiende speelde hij als bassist in de lokale jazzscene. Na zijn studie jazz aan de Kunstuniversität Graz verhuisde hij naar Wenen en sindsdien is hij daar een veelgevraagde contrabassist. Hij werkte o.a. met Richie Beirach, Petar Ralchev, Bojan Zulfikarpašić, Steve Gut, Mark Murphy en Sheila Jordan.
In 1998 richtte hij een eigen groep op. Als bandleider en componist slaat Vasilić een brug tussen zijn geboorteland en de jazz: de Österreichischer Rundfunk omschreef dit als "cosmopolitische Balkan-jazz“. Op zijn albums staan veel eigen composities. In 2004 werd zijn plaat Nenad Vasilić Balkan Band Live: Joe Jack ist Back genomineerd voor de Hans Kollerprijs.

## Discografie (selectie)
- Vasilić Nenad Balkan Band Folk Songs (Origin 2001)
- Live: Joe Jack is Back (ORF 2004)
- Laurie Antonioli featuring Nenad Vasilić Foreign Affair (Nabel 2005, met Johannes Enders, Armend Xhaferi, John Hollenbeck)
- Honey and Blood (Connecting Cultures 2006)
- Nataša Mirković / Nenad Vasilić Soulmotion (Bayla 2011)
- The Art of the Balkan Bass (Galileo 2014)[2]
- Live in Theater Akzent (Galileo 2017, met Wolfgang Puschnig, Bojan Z, Jarrod Cagwin